# Jasan ztepilý

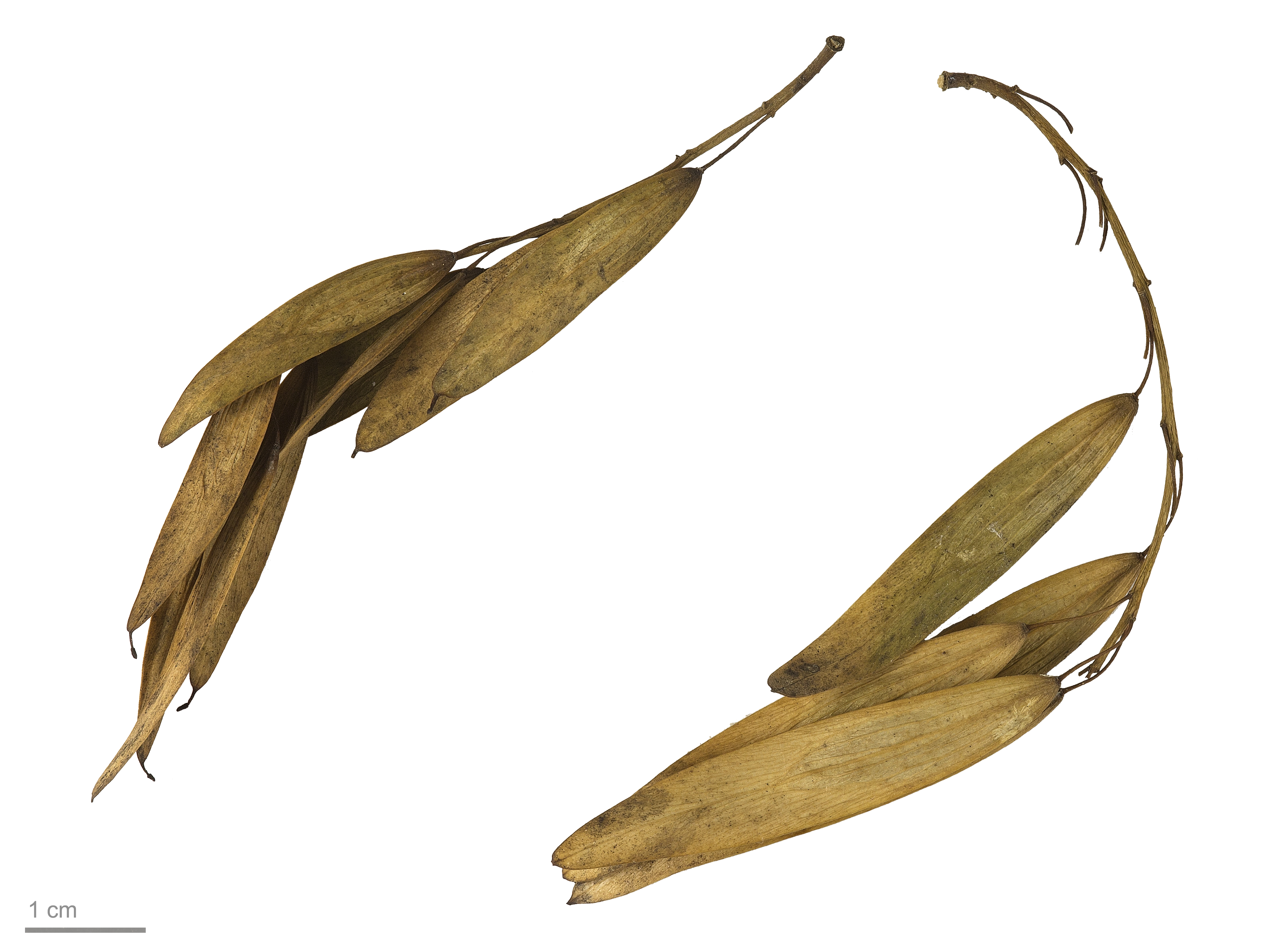
Fraxinus excelsior

Jasan ztepilý (Fraxinus excelsior) je většinou statný strom dorůstající výšky 30–40 metrů, případně i více; za méně příznivých podmínek může vyrůst i jako keř.

## Vzhled

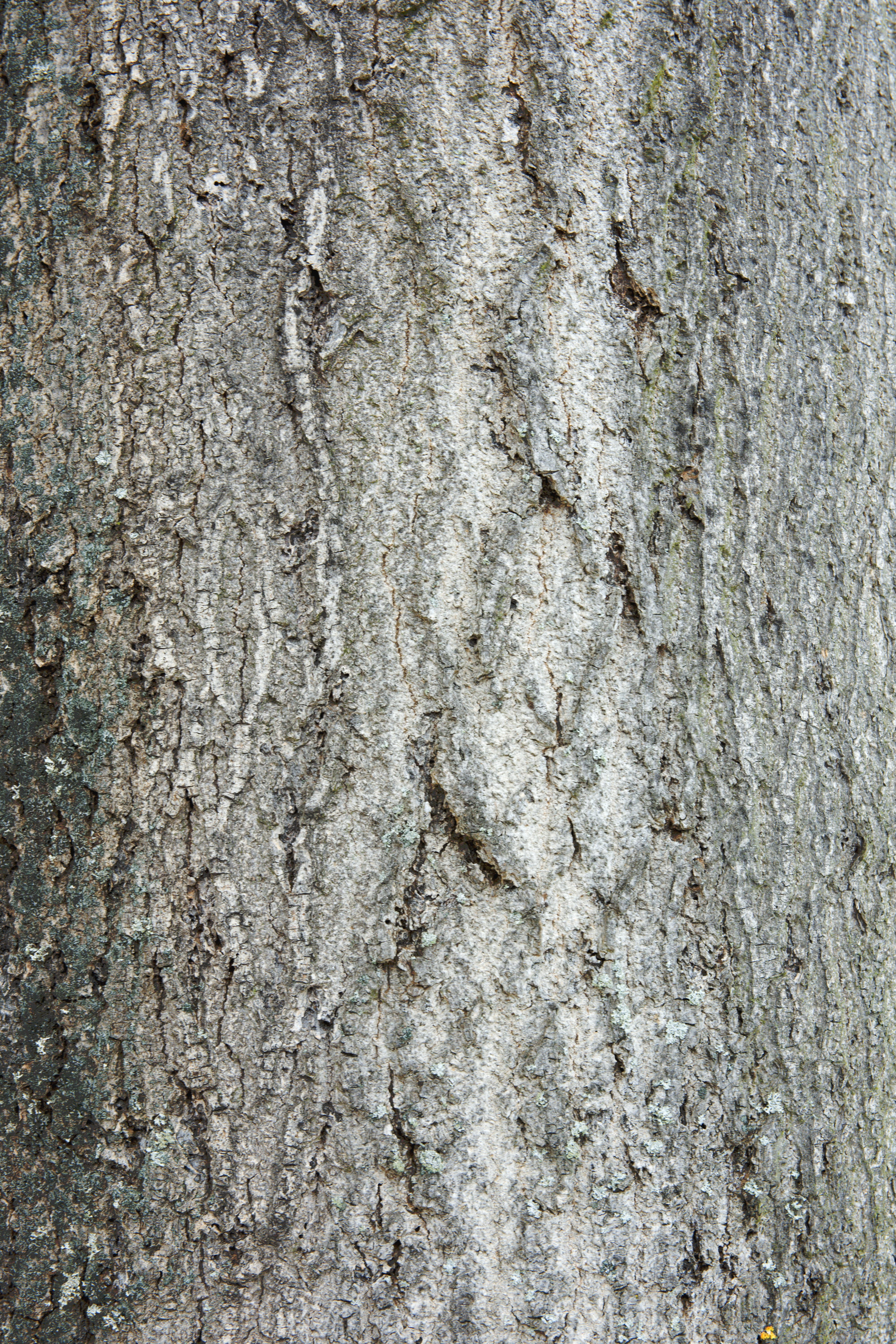
Detail kůry jasanu ztepilého (Fraxinus excelsior)

Větve má šedozelené, pupeny černohnědé, vejčité, i po rozemnutí bez výraznější vůně (tím se snadno odliší od ořešáku královského, který má pupeny podobné, ale charakteristicky voňavé). Kůra je v mládí hladká, šedohnědá, ve stáří přechází v podélně rozpraskanou borku.
Listy jsou 20–25 cm dlouhé, vstřícné, lichozpeřené, 4–5jařmé, s 9–13 lístky. Jednotlivé lístky jsou vejčité a kopinaté, dlouze zašpičatělé, drobně ostře zubaté, u řapíku přisedlé. Na jaře jasan obráží jako jeden z posledních stromů teprve v dubnu až květnu.
Květy jsou jedno- nebo oboupohlavné, nahé, v mnoha barevných variacích od bílé po různé odstíny růžové. Květenstvím je postranní lata. Plody jsou úzce podlouhlé křídlaté nažky leskle hnědé barvy rostoucí na dlouhých převislých stopkách. Kvete od dubna do května, před vyrašením listů. Alergologicky je středně významný.

## Výskyt
Daří se mu ve vlhkých a podmáčených lesích nebo na sutích. Roste převážně v nížinách a pahorkatinách, výjimečně až po nižší horské polohy (do 1000 m n. m.).

## Využití
Kvalitní, tvrdé a pružné jasanové dřevo se používá zejména v truhlářství, při výrobě nábytku a sportovního náčiní. Jasan je také starou léčivou rostlinou působící močopudně a projímavě. Lístky se užívaly při léčbě revmatismu nebo bércových vředů, kůra údajně snižuje horečku a lze ji využít jako náhražku chininu.

## Památné stromy a aleje

### Stromy
- Nudvojovický jasan – největší jasan v Česku
- Brčálnický jasan
- Broumovský jasan
- Jadružský jasan
- Jasan na Strážném vrchu u Rumburku
- Jasan u kostela sv. Petra v Dubči
- Jasan u Starého Bydžova
- Jasan v Motyčíně
- Jasan v bývalých Milířích
- Jasany na Brčálníku
- Popovský jasan
- Stromy pod čističkou (Hojsova Stráž)
- Stromy u kostela v Hojsově Stráži
- Vranovské jasany
- Železnorudský jasan
- Jasan na Ranné (Malá Morávka – Podlesí)
- Bartoňovy jasany v Žďárkach[3]

### Aleje
- Kilometrovka